# Katwa
Katwa (beng. কাটোয়া) – miasto w północno-wschodnich Indiach, w stanie Bengal Zachodni, w dystrykcie Bardhaman, nad rzeką Hugli. Liczy 81,6 tys. mieszkańców. 